# Corticiales
Corticiales is een botanische naam, voor een orde van schimmels in de klasse Agaricomycetes. De orde is samengesteld uit corticioïde schimmels. Soorten binnen de orde zijn over het algemeen saprotroof, de meeste veroorzaken houtrot, maar verschillende zijn parasitair op grassen of korstmossen. De orde kent ook plantpathogenen die van economisch belang zoals: Erythricium salmonicolor, Laetisaria fuciformis, Waitea circinata, Waitea oryzae en Waitea zeae.

## Taxonomie
De orde werd in 2007 opgericht door de Zweedse mycoloog Karl-Henrik Larsson, gebaseerd op moleculair fylogenetisch onderzoek. Het bestaat uit de volgende families:
- familie Corticiaceae
- familie Dendrominiaceae
- familie Punctulariaceae
- familie Vuilleminiaceae

## Habitat en distributie
De orde is kosmopolitisch en bevat wereldwijd ongeveer 150 soorten schimmels. De meeste soorten in de Corticiales zijn saprotrofen, de meeste houtrotters, meestal te vinden op dode takken. Sommige soorten Laetisaria zijn facultatieve of obligaat parasieten van grassen; sommige soorten Erythricium en Waitea zijn ook facultatieve plantenparasieten; en sommige soorten Erythricium. Laetisaria en Marchandiomyces zijn parasieten van korstmossen.